# Искусственное гнездовье для птиц
Искусственное гнездовье для птиц — искусственное сооружение, предназначенное для размещения гнезд птиц. Установка таких гнездовий является одним из видов биотехнических мероприятий.

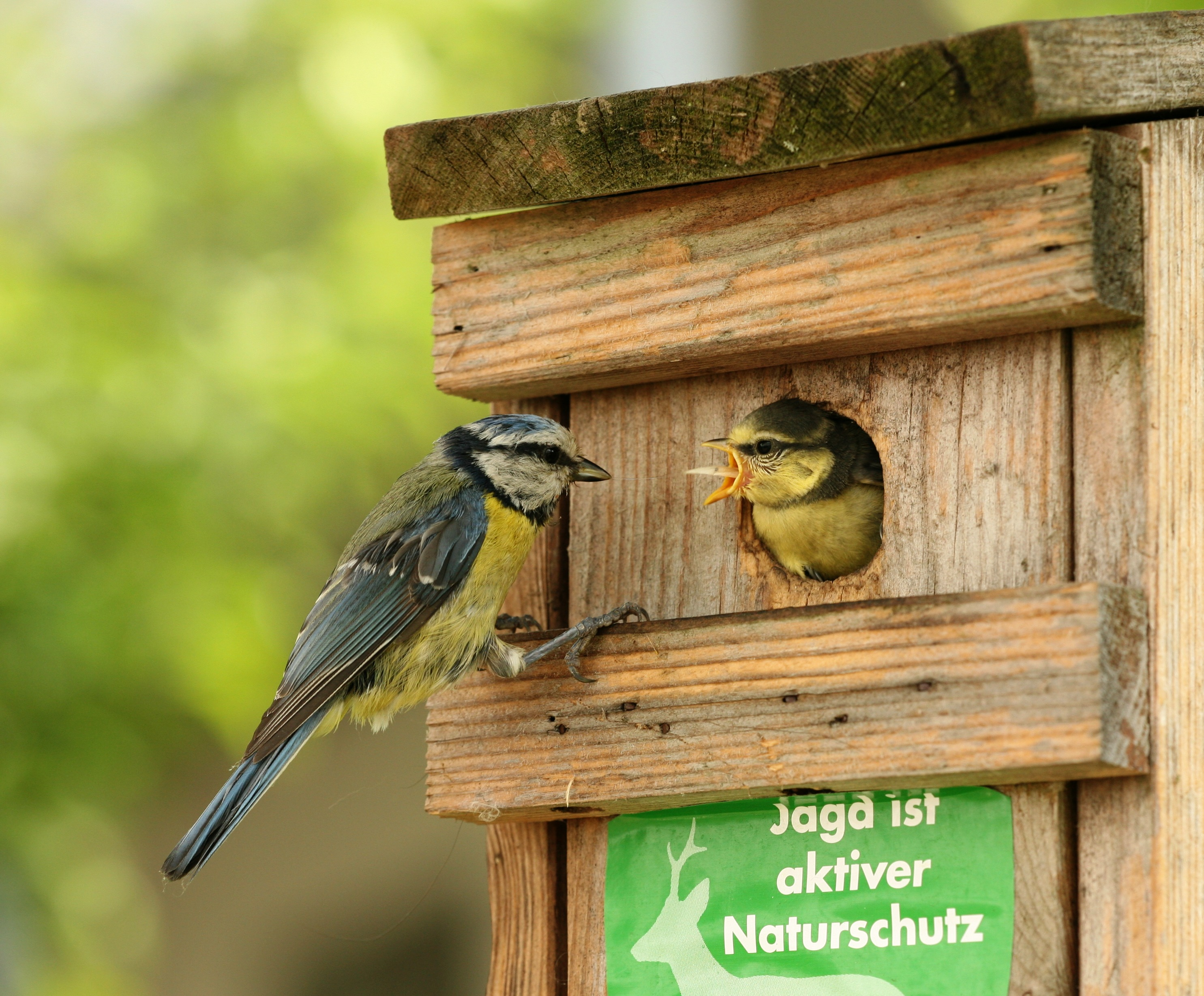
Типичный скворечник

## Назначение
Искусственные гнездовья для птиц могут устанавливаться с несколькими целями:
- Привлечение птиц для наблюдения за их гнездованием с исследовательскими целями или просто для удовольствия;
- Поддержка популяций более или менее редких видов птиц в условиях нехватки естественных мест для гнездования;
- Привлечение птиц с целью уничтожения сельскохозяйственных вредителей.
- Воспитание любви к природе и труду у детей.

## Закрытые гнездовья

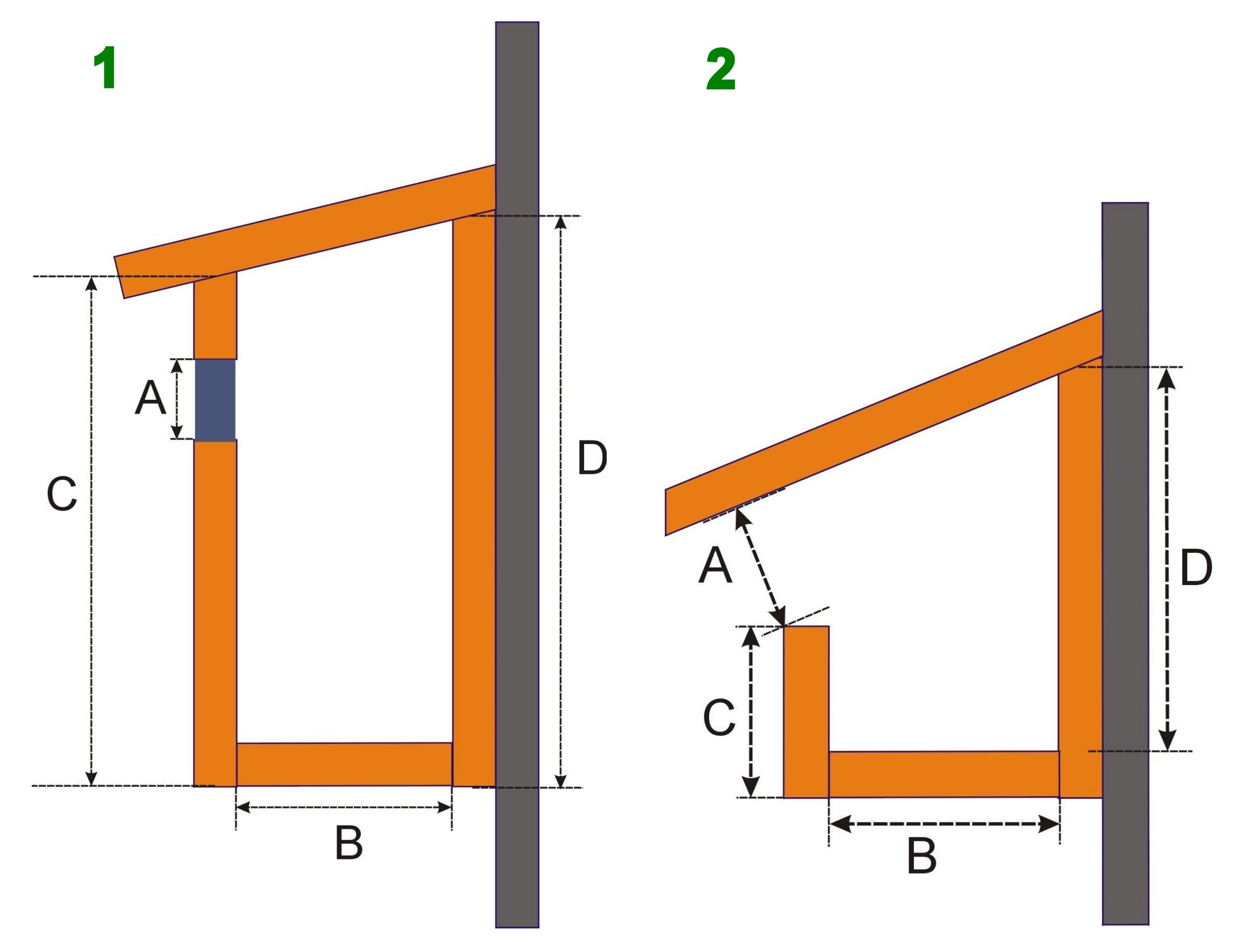
Скворечники и размеры И. Соколовского. 1 — Классический случай (круглый леток). 2 — открытое окно

Искусственные гнездовья делятся на открытые и закрытые. Закрытые гнездовья делаются в виде деревянных домиков (ящиков) и обычно предназначены для птиц, гнездящихся в дуплах. Работа по установке закрытых гнездовий на профессиональном жаргоне орнитологов иногда называется нестбоксингом (от англ. Nest Box).

### Скворечники и синичники
Среди любителей наиболее популярны скворечники и синичники — искусственные гнездовья для мелких птиц, преимущественно гнездящихся в дуплах. Они традиционно делаются в виде деревянных домиков с круглым или прямоугольным летком. Скворечники и синичники часто делаются любителями и располагаются в городской местности. Во времена СССР существовала практика привлечения школьников к изготовлению скворечников на уроках труда. 
Вариантом скворечника или синичника является также дупля́нка — гнездовье в виде куска древесного ствола с выдолбленной сердцевиной, закрытого сверху и снизу с летком для птиц в стенке.

### Гнездовья для сов

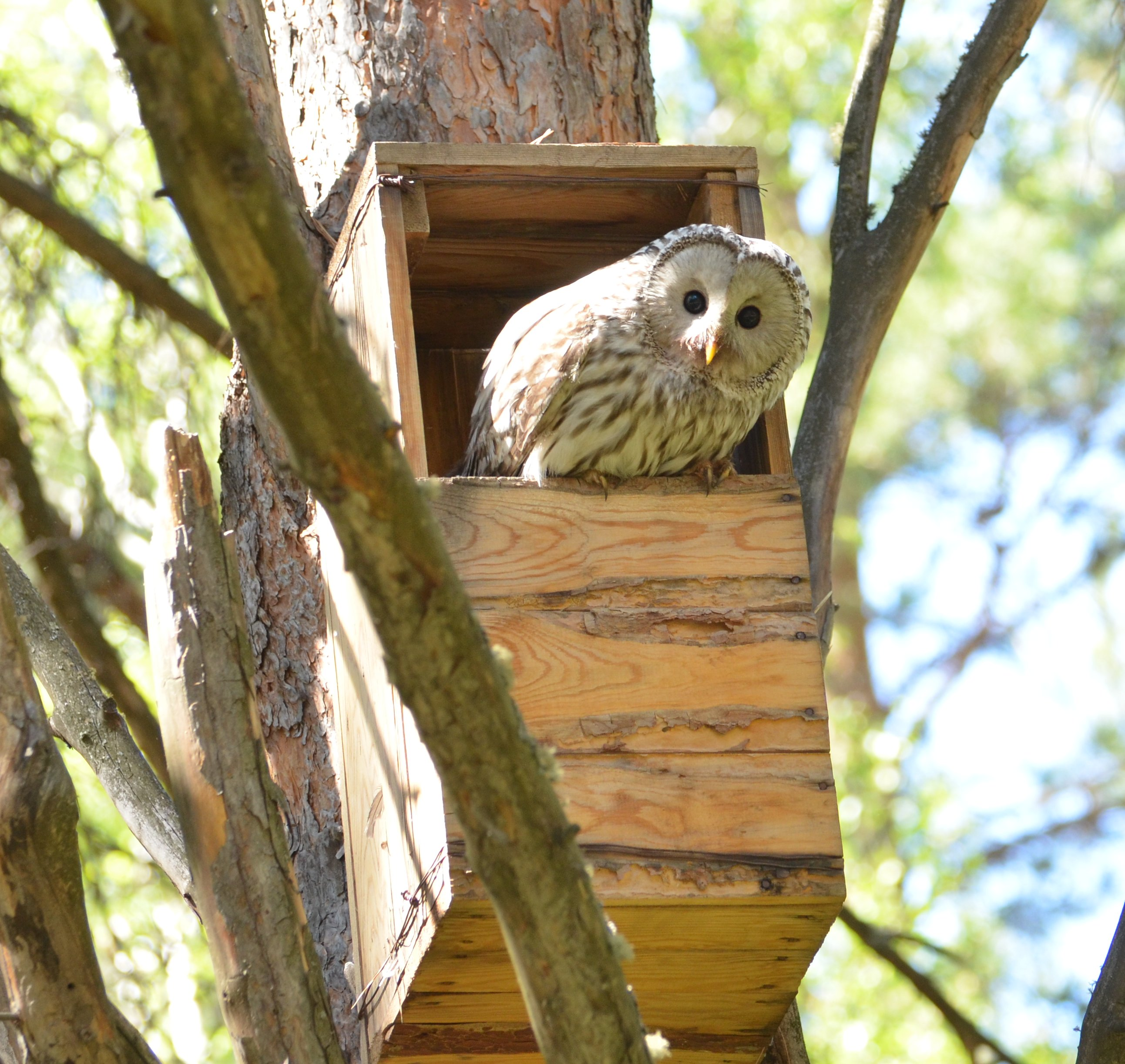
Длиннохвостая неясыть в совятнике

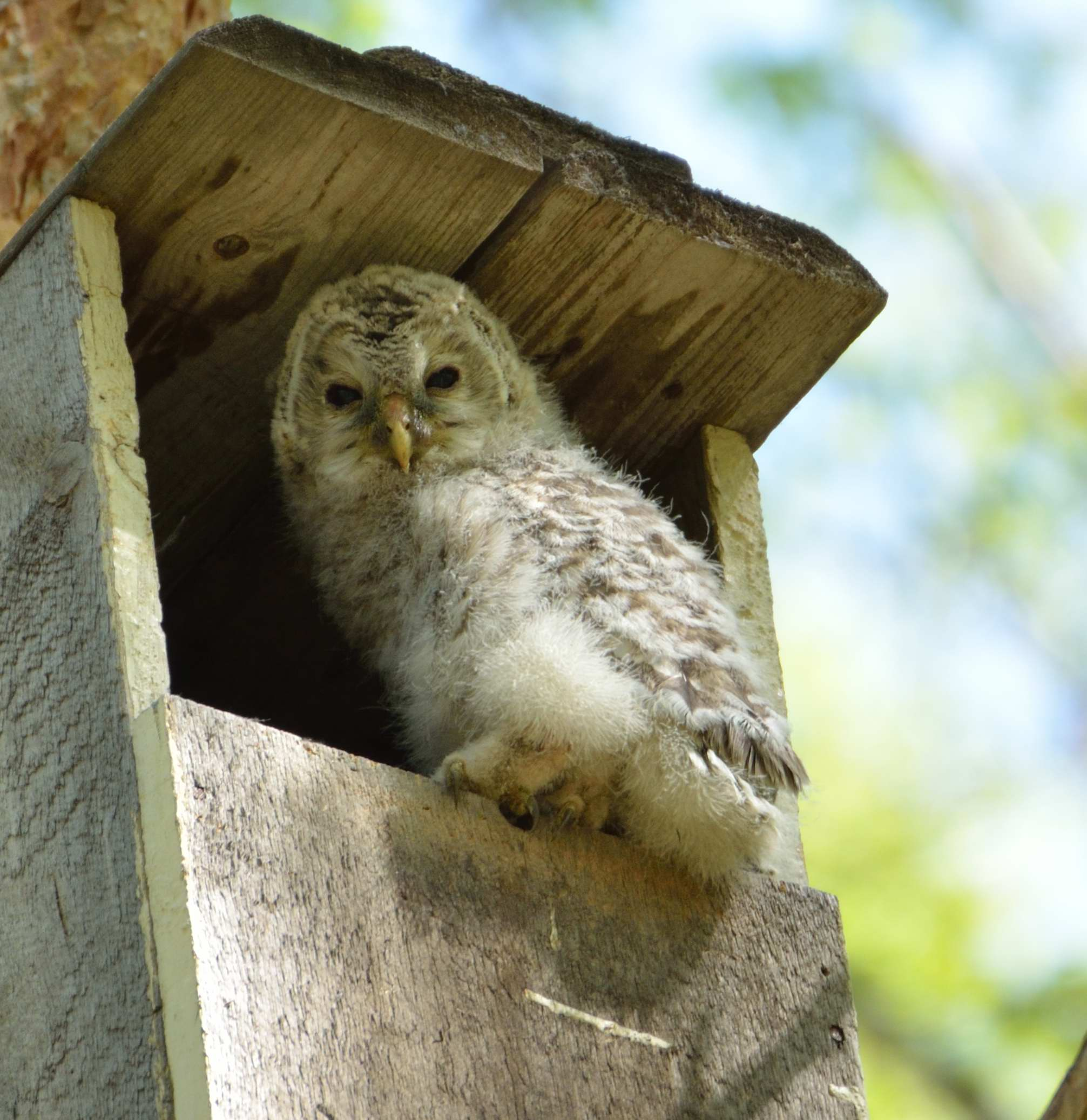
Слёток длиннохвостой неясыти в совятнике

Совы охотно занимают искусственные гнездовья. Например, для длиннохвостой неясыти подходят гнездовья в виде ящиков высотой 60—70 см с размерами дна около 30—40 см и прямоугольным летком вверху высотой около 30 см. Серая неясыть занимает гнездовья высотой около 55 см, размером дна около 20 см и высотой летка около 15 см. Ушастая сова занимает гнездовья в виде корзины.
Такие гнездовья устанавливаются с целью поддержки популяций сов. Следует заметить, что работа по проверке совятников связана с определённым риском, так как совы около гнёзд нередко ведут себя весьма агрессивно и могут атаковать человека, поднимающегося на гнездовое дерево или даже только подошедшего к нему, и способны причинить травмы. Поэтому при проверке совятников используется защитное снаряжение.
Усилиями Российской сети изучения пернатых хищников создана веб-ГИС для мониторинга искусственных закрытых гнездовий для хищных птиц.

### Размеры для птиц разных видов
| Размеры искусственного жилья для птиц с круглым летком - классический случай (изображение 1) | Размеры искусственного жилья для птиц с круглым летком - классический случай (изображение 1) | Размеры искусственного жилья для птиц с круглым летком - классический случай (изображение 1) | Размеры искусственного жилья для птиц с круглым летком - классический случай (изображение 1) | Размеры искусственного жилья для птиц с круглым летком - классический случай (изображение 1) |
| Населяет | Размер летка                                                                                 | Размер дна                                                                                   | Высота передней стенки                                                                       | Высота задней стенки                                                                         |
| --- | -------------------------------------------------------------------------------------------- | -------------------------------------------------------------------------------------------- | -------------------------------------------------------------------------------------------- | -------------------------------------------------------------------------------------------- |
| | A                                                                                            | B                                                                                            | C                                                                                            | D                                                                                            |
| Малый пёстрый дятел, поползень, Вертишейка, Мухоловка-белошейка, Малая мухоловка, Мухоловка-пеструшка, Обыкновенная пищуха, Короткопалая пищуха, горихвостка, Большая синица, Буроголовая гаичка, Хохлатая синица, Лазоревка, Московка, Полевой воробей, Воробей                                           | 2,8—3,5. Примерно 2 см от верха крыши                                                        | 13                                                                                           | 25                                                                                           | 27                                                                                           |
| Удод, Большой пёстрый дятел, Средний пёстрый дятел, Обыкновенный поползень, Вертишейка, Мухоловка-белошейка, Малая мухоловка, Мухоловка-пеструшка, Обыкновенная пищуха, Короткопалая пищуха, Обыкновенная горихвостка, Большая синица, Обыкновенная лазоревка, Московка, скворец, воробей, Домовый воробей | 5-5,5. Примерно 3—4 см от верха крыши                                                        | 15                                                                                           | 35                                                                                           | 38                                                                                           |
| Удод, Чёрный дятел, Зелёный дятел, Гоголь, Клинтух, Галка, Сизоворонка, поползень, горихвостка, пустельга, Скворец | 8—8,5. Примерно 6 см от верха крыши                                                          | 19                                                                                           | 45                                                                                           | 48                                                                                           |
| Галка (недавно рекомендуемые размеры) | 10—12. Примерно 6 см от верха крыши                                                          | 25                                                                                           | 77                                                                                           | 80                                                                                           |
| Обыкновенный гоголь, Кряква, Большой крохаль, Серая неясыть, пустельга, Ушастая сова | 12—15. Примерно 10 см от верха крыши                                                         | 30                                                                                           | 55                                                                                           | 60                                                                                           |

| Размеры искусственного жилья для птиц с открытым окном (изображение 2) | Размеры искусственного жилья для птиц с открытым окном (изображение 2) | Размеры искусственного жилья для птиц с открытым окном (изображение 2) | Размеры искусственного жилья для птиц с открытым окном (изображение 2) | Размеры искусственного жилья для птиц с открытым окном (изображение 2) |
| Населяет                                                               | Высота входа                                                           | Размер дна                                                             | Высота передней стенки                                                 | Высота задней стенки                                                   |
| ---------------------------------------------------------------------- | ---------------------------------------------------------------------- | ---------------------------------------------------------------------- | ---------------------------------------------------------------------- | ---------------------------------------------------------------------- |
|                                                                        | A                                                                      | B                                                                      | C                                                                      | D                                                                      |
| Горихвостка, Мухоловка, Трясогуска, Зарянка                            | 5                                                                      | 12 x 12                                                                | 5                                                                      | 16                                                                     |
| Пустельга (Не сокращать стороны и наклон крыши)                        | 16                                                                     | 23 x 40                                                                | 14                                                                     | 30                                                                     |

## Открытые гнездовья

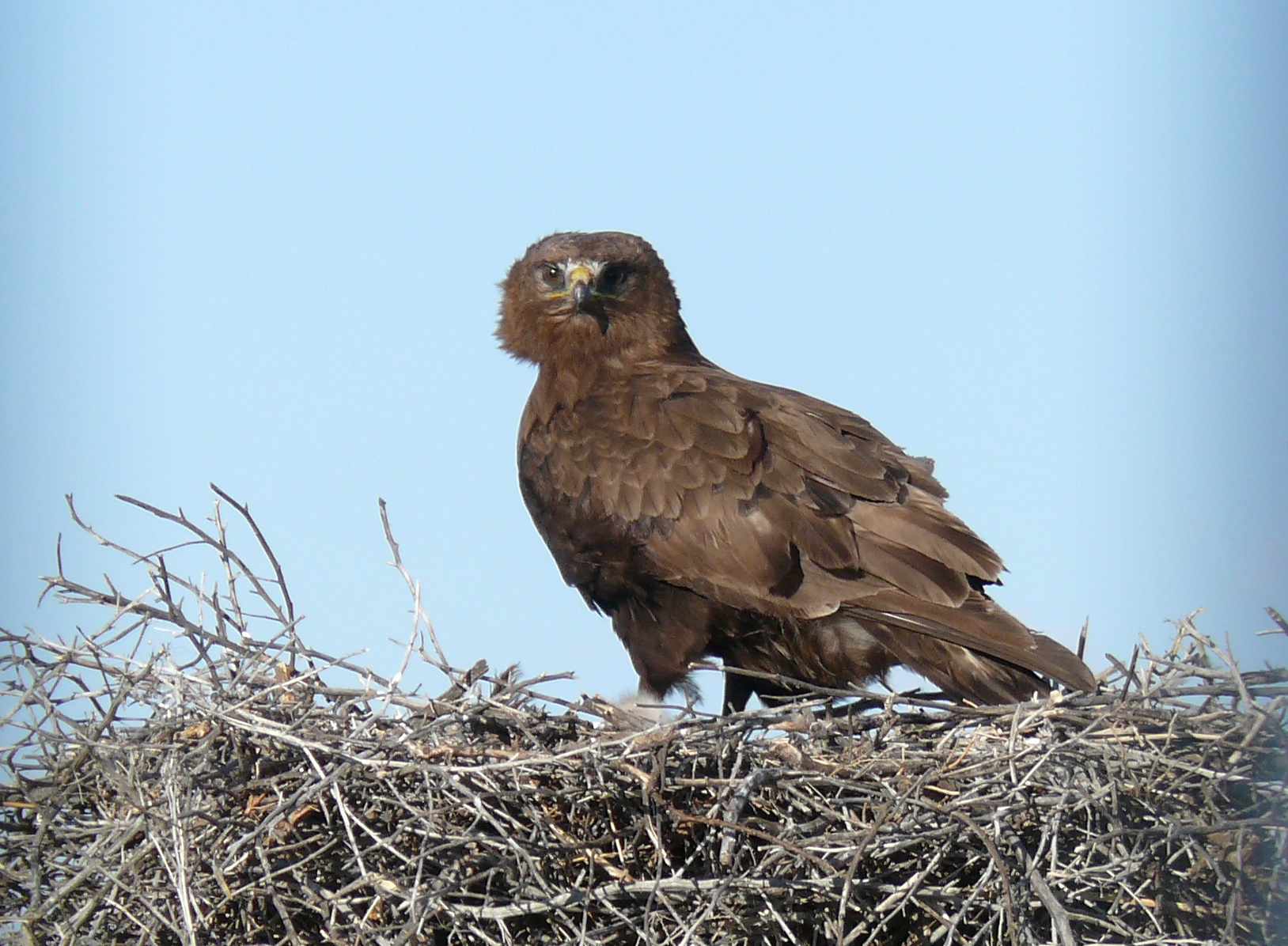
Мохноногий курганник темной морфы на гнездовой платформе в республике Тува

Открытые гнездовья представляют собой платформы, установленные на деревьях или на столбах в условиях нехватки гнездовых деревьев и предназначены для птиц, гнездящихся в открытых гнёздах (преимущественно хищных). Большую работу по изучению способов строительства гнёзд провёл Ивановский, Владимир Валентинович в 1980-х годах.